# Vanilla pilifera
Vanilla pilifera é uma espécie de orquídea de hábito escandente e crescimento reptante que existe da Assam à Borneu. São plantas clorofiladas de raízes aéreas; sementes crustosas, sem asas; e inflorescências de flores de cores pálidas que nascem em sucessão, de racemos laterais.